# Eremophysa afghana
Eremophysa afghana är en fjärilsart som beskrevs av Charles Boursin 1963. Eremophysa afghana ingår i släktet Eremophysa och familjen nattflyn. Inga underarter finns listade i Catalogue of Life.